# Q-analog
{\displaystyle q}-analog – twierdzenie bądź tożsamość zawierająca zmienną {\displaystyle q,} które dają dobrze znany wynik przy wzięciu granicy przy {\displaystyle q\to 1} (w większości sytuacji wewnątrz zespolonego koła jednostkowego). Najwcześniejszym szczegółowo studiowanym {\displaystyle q}-analogiem był podstawowy szereg hipergeometryczny wprowadzony w XIX wieku.
{\displaystyle q}-analogi znajdują zastosowanie w wielu działach, w tym studiach nad fraktalami, czy miarami wielofraktalnymi (ang. multi-fractal measure) i wyrażeniami entropii chaotycznych systemów dynamicznych. Związek z fraktalami i systemami dynamicznymi wynika z faktu, iż większość schematów fraktalnych ma w ogólności symetrie grup Fuchsa (zob. przykładowo Indra's Pearls i sieć Apoloniusza), a w szczególności – grup modularnych. Związek łączy geometrię hiperboliczną i teorię ergodyczną, gdzie całki eliptyczne i formy modularne grają główną rolę; już same {\displaystyle q}-szeregi są blisko związane z całkami eliptycznymi.
{\displaystyle q}-analogi pojawiają się również podczas studiowania grup kwantowych oraz w {\displaystyle q}-zdeformowanych superalgebrach. Związek jest tu podobny w tym, iż większość teorii strun wyrażona jest w języku powierzchni Riemanna, co stanowi połączenie z krzywymi eliptycznymi, które mają z kolei związek z {\displaystyle q}-szeregami.

## Wstępne przykłady
Zauważając, że
{\displaystyle \lim _{q\to 1}{\frac {1-q^{n}}{1-q}}=n}
(nie jest niezbędnym w skończonych wyrażeniach tego typu ograniczenie {\displaystyle q} do wnętrza okręgu jednostkowego), można zdefiniować {\displaystyle q}-analog liczby {\displaystyle n,} znany także jako {\displaystyle q}-nawias lub {\displaystyle q}-liczba {\displaystyle n,} jako
{\displaystyle [n]_{q}={\frac {1-q^{n}}{1-q}}.}
Za jego pomocą można zdefiniować {\displaystyle q}-analog silni, {\displaystyle q}-silnię, jako
{\displaystyle {\begin{aligned}{\big [}n]_{q}!&=[1]_{q}[2]_{q}\dots [n-1]_{q}[n]_{q}\\&={\frac {1-q}{1-q}}{\frac {1-q^{2}}{1-q}}\dots {\frac {1-q^{n-1}}{1-q}}{\frac {1-q^{n}}{1-q}}\\&=1(1+q)\dots (1+q+\dots +q^{n-2})(1+q+\dots +q^{n-1}).\end{aligned}}}
Raz jeszcze zwykłą silnię uzyskuje się przechodząc do granicy przy {\displaystyle q\to 1.}
Korzystając z {\displaystyle q}-silni można przejść do definicji współczynników {\displaystyle q}-dwumianowych, znanych również jako współczynniki Gaussa, wielomiany Gaussa lub dwumiany Gaussa:
{\displaystyle {\begin{bmatrix}n\\k\end{bmatrix}}_{q}={\frac {[n]_{q}!}{[n-k]_{q}![k]_{q}!}}.}

## q-analogi kombinatoryczne
Współczynniki Gaussa zliczają podprzestrzenie skończonej przestrzeni liniowej. Niech {\displaystyle q} będzie liczbą elementów ciała skończonego (liczba {\displaystyle q} jest wtedy potęgą liczby pierwszej, {\displaystyle q=p^{r},} tak więc wykorzystanie litery {\displaystyle q} jest szczególnie stosowne). Wówczas liczba {\displaystyle k}-wymiarowych podprzestrzeni {\displaystyle b}-wymiarowej przestrzeni liniowej nad ciałem {\displaystyle q}-elementowym wynosi
{\displaystyle {\begin{bmatrix}n\\k\end{bmatrix}}_{q}.}
Zbiegając z {\displaystyle q} do {\displaystyle 1} uzyskuje się współczynnik dwumianowy
{\displaystyle {\begin{pmatrix}n\\k\end{pmatrix}}}
lub innymi słowy liczbę {\displaystyle k}-elementowych podzbiorów zbioru {\displaystyle n}-elementowego.
Na tej podstawie skończoną przestrzeń liniową można postrzegać za {\displaystyle q}-uogólnienie zbioru, a jej podprzestrzenie jako {\displaystyle q}-uogólnienia jego podzbiorów. Okazał się to owocny punkt widzenia podczas znajdowania nowych, interesujących twierdzeń. Przykładowo istnieją {\displaystyle q}-analogi twierdzenia Spernera i teorii Ramseya.

## q→ 1
W przeciwieństwie do uzmienniania {\displaystyle q} i postrzegania {\displaystyle q}-analogów jako deformacji można rozważać przypadek kombinatoryczny {\displaystyle q=1} jako granicę {\displaystyle q}-analogów przy {\displaystyle q\to 1} (często nie można po prostu przyjąć we wzorach {\displaystyle q=1,} stąd potrzeba brania granic).